# Afroligusticum volkensii
Afroligusticum volkensii là một loài thực vật có hoa trong họ Hoa tán. Loài này được (Engl.) P.J.D.Winter mô tả khoa học đầu tiên năm 2008.